# بيرت كاتس
بيرت كاتس (بالإنجليزية: Burt Katz)‏ هو صاحب مطعم أمريكي، ولد في 7 يوليو 1937 في شيكاغو في الولايات المتحدة، وتوفي في 30 أبريل 2016.